# Pholcus acutulus
Pholcus acutulus är en spindelart som beskrevs av Paik 1978. Pholcus acutulus ingår i släktet Pholcus och familjen dallerspindlar. Inga underarter finns listade i Catalogue of Life.